# Марков, Геннадий Евгеньевич
Генна́дий Евге́ньевич Ма́рков (21 июня 1923, Москва — 3 апреля 2018, там же) — советский и российский этнограф и археолог, специалист по истории немецкой этнографической науки, неолиту Туркменистана. Доктор исторических наук, профессор. Автор трудов по истории первобытного общества, истории хозяйства и материальной культуры, этнологии. Один из авторов «Большой Российской энциклопедии».

## Биография
Из семьи служащих. В 1941—1945 годах участвовал в боевых действиях на различных фронтах Великой Отечественной войны. За проявленное мужество дважды награждён орденами Красной Звезды, а также Отечественной войны и медалями.
В 1946 году, еще находясь на службе в армии, поступил на исторический факультет МГУ. Будучи студентом, принимал активное участие в Хорезмской археолого-этнографической экспедиции под руководством С. П. Толстова. За успехи в учебе был удостоен стипендии им. Н. Н. Миклухо-Маклая.
В 1951 году поступил в аспирантуру при кафедре этнографии, а с 1954 года принят в штат кафедры. В 1970 году удостоен звания профессора, а в 2001 звания Заслуженного профессора Московского университета. С 1973 по 1986 возглавлял кафедру этнографии.
Похоронен на Введенском кладбище (6 уч.).

## Научная деятельность
1954 году Г. Е. Марков защитил кандидатскую диссертацию «Очерк истории формирования туркменского населения Хорезмского оазиса в XVII — начале XX вв.: опыт историко-этнографического исследования», а в 1967 году — докторскую диссертацию на тему «Кочевники Азии. Хозяйственная и общественная структура скотоводческих народов Азии в эпохи возникновения, расцвета и заката кочевничества» (в 2 томах). Диссертация была издана в виде одноимённой книги, которая получила высокую оценку среди учёных. Данным исследованием была открыта серия исследований по проблемам номадизма и кочевничества.
В 1960-е — 1970-е годы возглавлял Туркменскую археолого-этнографическую экспедицию. В ходе исследований были обнаружены древнейшие находки одомашненных животных на территории СССР и открыта уникальная неолитическая культура Оюклы.
В 1970-е — 1980-е годы Г. Е. Марков занимался исследованиями эволюции материальной культуры и хозяйства, которые были обобщены в работе «История хозяйства и материальной культуры». Также в сферу его интересов входила проблема типологизации хозяйственной деятельности и материальной культуры народов мира (проблема хозяйственно-культурных типов).
В последние годы учёный активно занимался исследованиями в области немецкой этнографической науки. Им издано несколько учебных пособий и целый ряд исследовательских статей, посвящённых данной проблематике.

## Награды
- Кавалер ордена Красной Звезды (дважды)
- Кавалер орденов Отечественной войны I и II степеней
- Член-корреспондент Лондонского института заморских исследований (1992)
- Заслуженный профессор МГУ (2000)
- Заслуженный деятель науки Российской Федерации (2000)[2]

## Основные работы
- Очерк истории формирования северных туркмен. М., 1961;
- Народы Индонезии: Учеб. пособие. М., 1963;
- Кочевники Азии. Структура хозяйства и общественной организации. М.: Изд-во Московского университета, 1976;
- История хозяйства и материальной культуры в первобытном и раннеклассовом обществе: Учеб. пособие. М., 1979;
- Очерки истории науки о народах. Немецкая этнология. Ч. 1. Немецкая этнология. М., 1993. Ч. 2. Немецкое народоведение. М., 1993.
- Немецкая этнология. М.: Гаудеамус, 2004;
- Гребнер, Фриц : [арх. 19 октября 2022] / Марков Г. Е. // Гермафродит — Григорьев [Электронный ресурс]. — 2007. — С. 656—657. — (Большая российская энциклопедия : [в 35 т.] / гл. ред. Ю. С. Осипов ; 2004—2017, т. 7). — ISBN 978-5-85270-337-8.
- Первобытное общество. М., 2009.